# Логгере, Дик
Херманюс Питер (Дик) Логгере (нидерл. Hermanus Pieter (Dick) Loggere; 6 мая 1921, Амстердам — 30 декабря 2014, Хилверсюм, Северная Голландия) — нидерландский хоккеист на траве, полузащитник. Серебряный призёр летних Олимпийских игр 1952 года, бронзовый призёр летних Олимпийских игр 1948 года.

## Биография
Дик Логгере родился 6 мая 1921 года в нидерландском городе Амстердам.
В течение всей карьеры в 1937—1961 годах играл в хоккей на траве за «Ларен», в составе которого стал чемпионом Нидерландов в 1956 и 1961 годах.
В 1946 году дебютировал в сборной Нидерландов, в 1947 году стал капитаном команды.
В 1948 году вошёл в состав сборной Нидерландов по хоккею на траве на летних Олимпийских играх в Лондоне и завоевал бронзовую медаль. Играл на позиции центрального полузащитника, провёл 7 матчей, мячей не забивал.
В 1952 году вошёл в состав сборной Нидерландов по хоккею на траве на летних Олимпийских играх в Хельсинки и завоевал серебряную медаль. Играл на позиции центрального полузащитника, провёл 3 матча, мячей не забивал.
В течение карьеры провёл за сборную Нидерландов 85 матчей. Последний поединок в её составе сыграл в 1958 году.
В 1954 году основал фирму Loggere Metaalwerken, которая изготавливает металлические шкафы и кабины. С 1999 года ею владел сын Манюс.
Умер 30 декабря 2014 года в нидерландском городе Хилверсюм.

## Память
После завершения карьеры Логгере клуб «Ларен» учредил приз самому ценному игроку, названный его именем.